# The Real Me (The Who)
The Real Me è un singolo degli Who, pubblicato nel 1974.

## Tracce

### Edizione Track Record – MCA-40182, MCA Records – MCA-40182
Lato A
1. The Real Me – 3:26 (Pete Townshend)

Lato B
1. I'm One – 2:39 (Pete Townshend)

### Edizione Track Record – ECPB-260-TR
Lato A
1. The Real Me – 3:26 (Pete Townshend)

Lato B
1. Water – 4:33 (Pete Townshend)

### Edizione Track Record – 2094 118
Lato A
1. The Real Me – 3:26 (Pete Townshend)

Lato B
1. Doctor Jimmy – 5:46 (Pete Townshend)